# Бледжешть (Ясси)
Бледжешть, Бледжешті (рум. Blăgești) — село у повіті Ясси в Румунії. Адміністративно підпорядковане місту Пашкань.
Село розташоване на відстані 316 км на північ від Бухареста, 63 км на захід від Ясс.

## Населення
За даними перепису населення 2002 року у селі проживали 1429 осіб, усі — румуни. Усі жителі села рідною мовою назвали румунську.